# Torre Altus
La Torre Altus es uno de los rascacielos más altos de la Ciudad de México. Se encuentra en el sector de Cuajimalpa de Bosques de las Lomas, en Paseo de los Laureles y Alcanfores, una exclusiva zona residencial y comercial de la ciudad. Cuando finalizó su construcción se convirtió en el tercer edificio más alto de la ciudad; actualmente ocupa el noveno lugar. También formó parte de los nuevos edificios construidos a mediados de la década de los noventa, junto con la Torre Mural, la Torre Reforma Axtel, la Torre Arcos Bosques Corporativo y las torres llamadas Residencial del Bosque 1 y Residencial del Bosque 2, también conocidas como Torres Gemelas de Polanco.
Su construcción se inició en 1994 y finalizó en 1998, obra de los arquitectos Augusto H. Álvarez y Adolfo Weichers.

## La forma
- Su altura es de 174 m[1]  y tiene 47 pisos.
- Cuenta con 6 elevadores) de alta velocidad que se mueven a una velocidad de 6,2 metros por segundo, además de dos escaleras de emergencia presurizadas, unidades automáticas manejadoras de aire acondicionado, sistemas mecánicos, sistemas eléctricos y de telecomunicaciones en cada piso. Cada planta de piso cuenta con una superficie promedio de 611 metros cuadrados, libre de columnas y con una altura libre de cada piso de 4.12 m. El área total del edificio será de 61 000 m² de espacio de habitaciones.

## Detalles importantes
- Cabe destacar que es la torre de condominios más alta de América Latina;[2] como dato curioso su Pent House en dos plantas (43 y 44) está a unos 2790 m s. n. m., lo que sitúa a la torre con la mejor vista a todo el Valle de México.
- Forma parte del skyline de Santa Fe.
- La Torre Altus está anclada a 100 pilotes de concreto que penetran a 25 m la zona más blanda, llegando a un suelo más firme y cuenta con 25 amortiguadores sísmicos.
- Ha soportado a lo largo de su historia 7 fuertes terremotos, el del 2003 de 7.6 en la escala de Richter, el del 13 de abril del 2007 de 6.3 en la escala de Richter, el 27 de abril de 2009 soportó un temblor de 5.9 en la escala de Richter con epicentro en el estado de Guerrero y el 22 de mayo de 2009 a las 14:24, un temblor de 5.7 en la escala de Richter de una duración de 40 segundos con epicentro en Tehuacán en el estado de Puebla, a las 19:47 del 10 de diciembre de 2011 un terremoto de 6.5 en la escala de Richter con epicentro en Zumpango del Río en el Estado de Guerrero, el 20 de marzo de 2012, a las 12:02, un terremoto de 7.4 en la Escala de Richter con epicentro en Ometepec, en el Estado de Guerrero, el 11 de abril de 2012, un terremoto de 6.4 en la Escala de Richter, con epicentro en La Mira, en el Estado de Michoacán.
- El área total del rascacielos es de 29,500 m².
- La altura de piso a techo por planta es de 3.3 m y cuenta con 43 departamentos, uno por planta de 650 m² aprox. y un Pent House en dos plantas (44 y 45).
- La Torre Altus cuenta con salón de fiestas privado, gimnasio, spa, piscina, helipuerto, pista de pádel, recepción, 11 elevadores, estacionamiento subterráneo de cinco pisos y sistemas de seguridad de última generación.
- Los precios por inmueble en este rascacielos oscilan entre dos y cuatro millones de dólares, sin contar que aparte hay que pagar una cuota de mantenimiento de entre 1000 y 2000 dólares mensuales de forma vitalicia.
- La torre será vecina de las Torres Altaire 1,2,3,4.
- Se encuentra en Bosques de las Lomas, una de las zonas con más áreas verdes de la Ciudad de México.
- Los materiales de construcción que se utilizaron en la torre fueron: concreto armado en la mayor parte de la estructura, vidrio y aluminio en una cuarta parte de todo el rascacielos.
- La Torre Altus aparece en el capítulo 12 ("Seeds") de la primera temporada de la serie estadounidense "Marvel's Agents of S.H.I.E.L.D."

## Edificio inteligente
La Torre Altus está administrada por el Building Management System (BMS), un sistema inteligente que controla todas las instalaciones y equipos de forma armónica y eficiente para proteger la vida humana de los inquilinos. A este sistema están integrados los sistemas: eléctrico, hidrosanitario, de elevadores y protección contra incendios y tiene la capacidad de controlar la iluminación del edificio.
Es considerada la Torre Altus un edificio inteligente, debido a que el sistema de luz es controlado por un sistema llamado B3, al igual que el de Torre Mayor, Torre Ejecutiva Pemex, World Trade Center México, Reforma 222 Centro Financiero, Arcos Bosques, Arcos Bosques Corporativo, Torre Latinoamericana, Edificio Reforma 222 Torre 1, Haus Santa Fe, Edificio Reforma Avantel, Residencial del Bosque 1, Residencial del Bosque 2, Torre del Caballito, Torre HSBC, Panorama Santa fe, City Santa Fe Torre Amsterdam, Santa Fe Pads, St. Regis Hotel & Residences, Torre Lomas.
Incluye un sistema automático ahorrador de agua, siendo este sistema primero en México, y se le considerara un edificio ecológico.
También tiene elevadores automáticos, esto quiere que son inteligentes y se encuentran siempre en los pisos de más afluencia de personas.
Una manejadora de aire automática en cada nivel para surtir.
El edificio comprende los siguientes sistemas:
- sistema de generación y distribución de agua helada ahorrador de energía;
- sistema de volumen variable de aire (unidades manejadoras de aire y preparaciones de ductos de alta velocidad en cada nivel);
- sistema de extracción para sanitarios generales en cada nivel;
- sistema de ventilación mecánica de aire automático en estacionamientos;
- sistema de extracción mecánica para el cuarto de basura.

## Datos clave
- Altura- 174 m[1]
- Espacio total - 110 000 m²
- Espacio de habitaciones - 61 000 m²
- Pisos- 7 niveles subterráneos de estacionamiento y 47 pisos.
- Estructura de concreto armado con:
  - 25 000 m³ de concreto
  - 7000 toneladas de acero estructural y de refuerzo